# Włościsław
Włościsław (cz. Vlastislav) – legendarny książę plemienia Łuczan z ośrodkiem władzy w grodzie Žatec, znany z Kroniki Kosmasa (I,10).
Miał toczyć walki z Czechami Neklana, odnosząc nad nimi zwycięstwa. Na pograniczu prowincji Bilina i Litomierzyce założył gród nazwany jego imieniem. Włościsław miał zginąć w bitwie z Czechami dowodzonymi przez Tyrona na polu Tursko. Po jego śmierci Neklan oddał małoletniego syna Włościsława pod opiekę Serba Duringa, ten jednak licząc na nagrodę władcy zamordował chłopca, za co został skazany na śmierć.
Późniejsza tradycja kronikarska uczyniła z Włościsława syna Wojena i brata Unisława.